# Nepenthes aristolochioides
Nepenthes aristolochioides Jebb & Cheek, 1997 è una pianta carnivora della famiglia Nepenthaceae, endemica di Sumatra. La forma dell'ascidio ricorda quella dei fiori di Aristolochia, da cui il nome.

## Distribuzione e habitat
L'areale di questa specie è ristretto all'isola di Sumatra (Indonesia), ove è presente in due sole località sul monte Kerinci e sul monte Tujuh, ad altitudini comprese tra 2.000 e 2.400 m sul livello del mare.

## Conservazione
La Lista rossa IUCN classifica Nepenthes aristolochioides come specie in pericolo critico di estinzione (Critically Endangered).